# Església de Sant Pere Sallavinera
L'església de Sant Pere Sallavinera és un temple parroquial del municipi homònim (Anoia), inclòs a l'Inventari del Patrimoni Arquitectònic de Catalunya.

## Història
L'església és documentada ja l'any 1089, però l'edifici actual és el resultat de diverses reformes i afegitons, com la que hi va promoure el rector Salat cap el 1870.

Des del segle xiv, en depenien com a sufragànies les de Sant Jaume de Puigdemàger i Sant Gil de Solanelles. També en depenen les de Sant Jordi de la Llavinera, Santa Margarida del Mas de la Cogullera i la de la Sagrada Família del Molí de Boixadors.

## Descripció
És un temple de planta rectangular i un sol absis a la capçalera. El campanar, construït posteriorment i de planta quadrada, es troba al costat de migdia, així com la porta d'entrada a l'església.